# Encyclopedia of Homosexuality
A Encyclopedia of Homosexuality (1990) foi editada por Wayne R. Dynes, com a assistência dos editores associados William A. Percy, Warren Johansson e Stephen Donaldson. Foi publicado em dois volumes pela Garland Press em 1990. A Enciclopédia contém 770 artigos. Foi revisado positivamente no Reference & User Services Quarterly e, por fim, no Journal of Homosexuality.[carece de fontes?] Foi listado em várias listas dos "melhores livros do ano".
Em 1995, a Enciclopédia foi retirada por Garland, após acusações na Chronicle of Higher Education de que o editor, Dynes, havia publicado artigos sob o pseudônimo de Evelyn Gettone. Dynes admitiu que ele havia feito isso e pediu desculpas. Dynes disse posteriormente que isso se devia a "um grupo de pressão de ativistas de esquerda e feministas que viam a Enciclopédia como carente de correção política".
Logo após sua publicação, começaram os trabalhos de uma edição abreviada da Enciclopédia, coordenada por Stephen Donaldson, e incluindo artigos novos e revisados. Por causa da retirada da Enciclopédia por Garland, essa versão concisa nunca foi publicada.[carece de fontes?]